# Cunco
Cunco je obec v provincii Cautín v regionu Araukánie v Chile. Leží 60 km jihovýchodně od města Temuco. Sídlo založil v roce 1883 plukovník Gregorio Urrutia jako hraniční pevnost. Počátkem 20. století byla do obce přivedena železnice, díky čemuž se sídlo začalo rozrůstat. V roce 1918 se sídlo stalo obcí. Podle sčítání obyvatel z roku 2002 zde žilo 18 703 lidí (9203 mužů a 9500 žen). Významnými geografickými útvary obce jsou řeka Allipén a jezero Colico.